# Spero che ti piaccia... Pour toi...
Spero che ti piaccia... pour toi... è il 25º album in studio di Patty Pravo, pubblicato il 23 settembre 2007 dalla casa discografica francese Kyrone Gp Music.
Questo album è un tributo alla cantante italo-francese Dalida a vent’anni dalla scomparsa, avvenuta nella sua villa di Montmartre il 3 maggio 1987, in seguito ad un’overdose di barbiturici.

## Descrizione
L'artista veneziana omaggia la cantante Dalida a vent'anni dalla sua morte, reinterpretando alcune canzoni del suo repertorio.
L'album, appena pubblicato, non gode di nessuna promozione e nemmeno Patty Pravo porta in tour i brani incisi; per questi motivi, la pubblicazione dell'album passa inosservata.
L'album contiene brani in lingua francese e araba, fatta eccezione per Col tempo, già pubblicato nel 1972 (Sì... Incoerenza) e riproposto con un nuovo arrangiamento, in italiano.
Ad aiutare Patty per la lingua araba è il musicista egiziano Kanoun Mohamed Salah El Din.

## Tracce
1. Fini la comédie - 4:12 (J. Palmer/A. La Bionda - C. La Bionda - C. Ricanek)
2. Salma ya salama - 4:20  (P. Delanoe - S. Jahine/J. Barnel)
3. Col tempo - 4:12  (Léo Ferré)
4. J'attendrai - 3:54 (L. Dozier - B. Holland - E. Holland/L. Dozier - B. Holland - E. Holland)
5. Comme si tu étais là - 3:58 (C. Lemesle/A. Dona)
6. Darla dirladada - 3:34 (P. Ghinis/P. Ghinis)
7. Il venait d'avoir 18 ans - 2:25 (S. Lebrail - P. Sevran/P. Auriat - J. Bouchety)
8. Pour en arriver là - 4:28 (B. Dragan/J. Barnel)
9. Bambino - 4:40 (Fanciulli/Nisa)
10. Salma ya salama - 3:10 (arrangiata da Fulvio Maras)
11. Darla dirladada - 3:57 (arrangiata da Fulvio Maras)
12. Bambino - 3:49 (arrangiata da Fulvio Maras)

## Formazione
- Patty Pravo: voce
- Dave Ruffy: batteria
- Renaud Garcia Fons: basso
- Luciano Biondini: fisarmonica
- Seamus Beaghen: pianoforte
- Francesco Puglisi: basso
- Alessio Graziano: tastiera, archi
- Andrea Braido: chitarra
- François Couturier: pianoforte
- Luca Trolli: batteria
- Gary Tibbs: basso
- Adel Shams El Din: percussioni
- Nathalie Lorriere: pianoforte
- Toti Panzanelli: chitarra
- Jean Louis Matinier: fisarmonica
- Alessandro Gwis: pianoforte
- Abdel Hakim Nasr: percussioni
- Riccardo Galardini: mandolino
- Quartetto Florestano: Archi
- Kenani Safwam: violino
- Gabriele Bolognesi: sax

## Crediti
- Celeste Frigo: Mix
- Vito Internicola: Sound Engineer
- Jan Cooper: Mastering
- Mauro Paoluzzi: Arrangiamenti
- Fulvio Maras: Arrangiamenti
- Gabriel Marco Grillotti: Produttore esecutivo